# Keon Alexander
Keon Alexander, également connu sous le nom de Keon Mohajeri, est un acteur canadien surtout connu pour ses rôles à la télévision comme Javad dans The Night Agent, Marco Inaros dans The Expanse, Rami Said dans Tyrant et Dominick Baptiste dans Impulse.

## Biographie
Keon Alexander est d'origine persane. Ses premiers rôles incluent une apparition dans un épisode de Flashpoint (2009) et un passage de six épisodes dans l'adaptation télévisée de Bloodletting & Miraculous Cures (2010), jouant le rôle de Sri. Il a ensuite joué son premier rôle au cinéma dans Circumstance (2011), qui a remporté le prix du public dans la catégorie dramatique au Festival du film de Sundance 2011 et a été classé parmi les 50 meilleurs films de 2011 par le magazine Paste.
Keon Alexander a été nommé l'une des étoiles montantes du Canada par le Festival international du film de Toronto en 2011.
Au cours des années suivantes, Alexander est apparu dans de nombreuses séries télévisées, notamment Murdoch Mysteries (2012), Republic of Doyle (2012), Legends (2014) et Remedy (2015), avant de décrocher le rôle récurrent de Rami Said dans Tyrant de FX, dans lequel il est apparu dans les deuxième et troisième saisons de 2015 à 2016.
Alexander a eu des rôles récurrents comme Dominick Baptiste dans la série télévisée Impulse (2018) et comme Marco Inaros dans la série de science-fiction The Expanse,. À partir de la saison 5, il est devenu un personnage régulier de la série The Expanse.

## Filmographie

### Séries télévisées
- 2009 : Flashpoint : John Martens
- 2010 : Bloodletting & Miraculous Cures (en) : Sri
- 2011 : Good Dog : Doctor Williams
- 2012 : Les Enquêtes de Murdoch : Fouad Sharif
- 2012 : Republic of Doyle : Holden Neely
- 2014 : Taxi Brooklyn : Arash
- 2014 : Legends : Chief Abdel
- 2015 : Remedy : Jason Kazemi
- 2015-2016 : Tyrant : Rami Said
- 2016 : Killjoys : Sam Romwell
- 2016 : Pure Genius : Bashir Masood
- 2018 : Impulse : Dominick Baptiste
- 2018 : NCIS : Nazy Rickman
- 2019-2022 : The Expanse : Marco Inaros
- 2024 : Quantum Leap 2022 : Ricardo Baragan
- 2025 : The Night Agent : Javad

### Films
- 2011 : En secret : Joey
- 2013 : The Resurrection of Tony Gitone : Male Hipster
- 2013 : Rewind[9] : Charlie
- 2014 : Taxi Brooklyn : Arash
- 2016 : Eugenia and John : Carlos
- 2019 : A Simple Wedding : Kamran